# Closing The Gap
| Críticas profissionais                                                      | Críticas profissionais |
| Avaliações da crítica                                                       | Avaliações da crítica  |
| Fonte                                                                       | Avaliação              |
| --------------------------------------------------------------------------- | ---------------------- |
| Allmusic                                                                    | [ 2 ]                  |
| Esta tabela precisa de ser acompanhada por texto em prosa. Consulte o guia. |                        |

Closing The Gap foi um álbum lançado em 1980 pelo músico inglês Georgie Fame.

## Faixas
| N.º | Título                             | Compositor(es)                         | Duração |  |
| 1.  | "Give a Little More"               | Lloyd Charmers                         | 4:21    |  |
| 2.  | "Run Away with Me"                 | Lloyd Charmers                         | 4:20    |  |
| 3.  | "I Love Jamaica"                   | Lloyd Charmers                         | 4:00    |  |
| 4.  | "Eros Hotel"                       | Georgie Fame, Fran Landesman           | 6:10    |  |
| 5.  | "Everything I Own"                 | David Gates                            | 3:45    |  |
| 6.  | "Lean On Me"                       | Bill Withers                           | 3:41    |  |
| 7.  | "Uptight (Everything's Alright)"   | Stevie Wonder, Sylvia Moy, Henry Cosby | 4:41    |  |
| 8.  | "Bring Back My Love"               | Lloyd Charmers                         | 6:49    |  |
| 9.  | "Give A Little More (Dub Version)" | Lloyd Charmers                         | 5:04    |  |